# Chrysler LH (двигатель)
Двигатели LH — серия бензиновых 4-тактных 6-цилиндровых V-образных двигателей, разработанная корпорацией Краслер для своей автомобильной платформы LH. Двигатели были созданы на основе мотора SOHC V6 объёмом 3,5 л., имели развал цилиндров 60 град. и изначально создавались для переднеприводных автомобилей (позже были адаптированы и для заднеприводных). Производились с 1998 по 2010 годы.

## Описание
Базовая версия двигателя, получившая индекс EER, производилась с 1998 года на заводе в Кеноше. Двигатель имел 4 клапана на цилиндр, по два верхнерасположенных распределительных вала на каждую головку блока цилиндров. Диаметр цилиндра двигателя 86 мм, ход поршня — 78,5 мм. Головка блока цилиндров, как и сам блок, изготавливались из алюминия, гильзы цилиндров чугунные. Мощностные характеристики двигателя варьировались в зависимости от применения, но типичными были мощность 200 л. с. (150 кВт) при 5800 об./мин. и крутящий момент 258 Н·м при 4850 об./мин. По уровню вредных выбросов двигатель соответствовал стандарту TLEV, работал на бензине марки АИ-87. Степень сжатия обычных двигателей составляет 9,7, но для автомобилей комплектации LX выпускались двигатели со степенью сжатия 9,9. Красная зона начинается на 6464 об./мин. (для LX — 6600 об./мин.). Привод клапанов осуществляется через роликовые толкатели с гидрокомпенсаторами. Система впрыска многоточечная.
Эти двигатели во многом отличались от своего 3,5 л. прародителя. Двигатели версии Magnum, например, имели Изменяемая впускная система, создающую эффект сродни турбонаддуву. Ремень ГРМ сменила цепь, а на двигателях версии LX дополнительно устанавливался модуль электронного управления дроссельной заслонкой (была необходима для системы ESC) и переработанная впускная система (повышала крутящий момент в диапазоне 2100—3400 об./мин. на 8—10 %).
В 2004 году двигатель был адаптирован для автомобилей Крайслер комплектации LX. Максимальная мощность двигателя была уменьшена до 189 л. с. (139 кВт) при 6400 об./мин. (максимальный крутящий момент 258 Н·м при 4000 об./мин.), что, однако, увеличило мощность и момент в нижнем и среднем диапазонах частот вращения коленчатого вала, режимах, наиболее частых при повседневной езде. Как было отмечено выше, прирост мощности в этих режимах составил до 10 %. Ещё раз мощность двигателя была снижена в 2009 году, и опять для LX (до 178 л. с. (131 кВт) на Chrysler 300 и Charger), оставшись неизменной на Chrysler Sebring.
Автомобили с двигателем Chrysler LH:
- 1998—2001 Chrysler 300M (для стран Европы)
- 1998—2004 Chrysler Concorde
- 1998—2004 Dodge Intrepid/Chrysler Intrepid
- 2001—2006 Dodge Stratus седан
- 2005—2008 Dodge Magnum SE
- 2001—2010 Chrysler Sebring седан и кабриолет
- 2005—2010 Chrysler 300
- 2006—2010 Dodge Charger SE
- 2008—2010 Dodge Avenger
- 2002—2004 Chrysler Intrepid (для Канады)
- 2009—2010 Dodge Journey (для продаж вне США)